# Skullerud Station
Skullerud Station (Skullerud stasjon) er en metrostation på Østensjøbanen på T-banen i Oslo. Stationen var endestation for banen fra 1967, og indtil den blev forlænget til Mortensrud i 1997.
Stationen ligger ved en af de bygninger, der husede Tandbergs Radiofabrikk og senere Norsk Data. Desuden er der kort vej fra stationen til Skullerudstua ved indgangen til Østmarka.